# Chroniques des Ombres
 (avril 2013).
Si vous disposez d'ouvrages ou d'articles de référence ou si vous connaissez des sites web de qualité traitant du thème abordé ici, merci de compléter l'article en donnant les références utiles à sa vérifiabilité et en les liant à la section « Notes et références ».
Chroniques des Ombres est une série audio BD vidéo téléchargeable sur Internet, produite par le label mp3minutes, et éditée par la suite sous forme de roman. Elle est écrite par l’auteur de science-fiction Pierre Bordage. Son format est conçu pour l'écoute mobile sur des supports portables.

## Synopsis
La série décrit un monde d’anticipation situé à la fin du XXIe siècle. Les ravages provoqués par une guerre nucléaire et chimique dévastatrice donne une nouvelle configuration au monde. Deux univers coexistent : les Cités Unifiées, refuges des privilégiés protégés de la pollution radioactive et la jungle Horcite, où sont confinés les rebuts de l’humanité, exclus des enceintes protégés. Cet univers d’anticipation se développe en thriller. Des centaines de meurtres inexpliqués interviennent à Paris, New York et Londres. Les enquêteurs du corps d'élite des Cités Unifiées, les fouineurs, sont alors chargés de découvrir le terrible secret des Ombres.

### Personnages
GaneshHomme de 22 ans d’origine indienne qui a toujours eu envie de devenir fouineur. Il a donc réussi haut la main le concours d’entrée. Ganesh, du genre obstiné, minutieux, intuitif, doué de facultés analytique supérieures à la moyenne des autres fouineurs, est loin de se douter que l’enquête sur les Ombres l’entraînera si loin de la cité.
ThéoFouineur troisième grade ayant la soixantaine, parrain de Ganesh dans la communauté des fouineurs. Individualiste, grande gueule, cynique, cassé par la vie, ayant subi plusieurs corrections génétiques, Théodore n’est pas loin de la retraite au début de l’histoire. Il aime travailler en solitaire, transgresse volontiers les règles de la communauté et fait une grande confiance en son intuition.
AvaStagiaire de 22 ans au début de l’aventure, d’abord parrainée par Théo, puis associée à Ganesh. Caractère bien trempé, énergique, Ava a toujours voulu devenir fouine (féminin de fouineur). Elle n’est pas très douée pour les rapports humains et compense sa maladresse par un sens très particulier de l’humour.  Elle est assez froide à la première approche, mais on sent en elle une fêlure qui, lorsqu’elle se laisse aller à ses émotions, la rend émouvante, attachante.
NajaFemme membre du clan Pégase. Âgée de vingt ans, elle en paraît treize ou quatorze. D’une maigreur maladive, écorchée vive. Elle se montre combative, hargneuse, lorsque sa vie est en jeu. Comme tout Horcite, elle évolue dans un environnement hostile et dangereux où se sont développés sa méfiance et ses réflexes de survie.
Deux LunesGarçon calme de 18 ans, mûr pour son âge, qui possède déjà une très bonne connaissance des herbes. D’une grande douceur, il préfère toujours la négociation à la bagarre. Il émane de lui une certaine sagesse, qui en fait un compagnon agréable et d’humeur toujours égale.
JospÊtre ayant perdu ses parents lors de l’extermination par l’armée citadine d’une grande partie des populations souterraines. Presque aveugle et malingre, il a développé un sixième sens qui lui permet d’anticiper les événements de quelques secondes, voire de quelques minutes. Parfois saisi d’accès de rage soudains qui le rendent imprévisible et dangereux, il est très utile à ses compagnons par ses capacités divinatoires et son rôle de vigie du futur.
Il existe beaucoup d'autres personnages que l'on voit plusieurs fois dans la série : dans la cité unifiée Nylopa : les fouineurs, les maires de Londres, New York et Paris, les différentes sectes, les gémines… dans le pays hors cité : les différents clans en hors cité : clan du Pégase, du Lynx, du Perce Oreille, les herboristes.
Les deux mondes sont menacés : le pays hors cité par les cavaliers de l'apocalypse et Nylopa par les Ombres.

## Réalisation de la série audio
La série reprend le concept des sagas audio et de Megalex, « vidéo-BD » d'après la bande dessinée d'Alexandro Jodorowsky et Fred Beltrandu.
Outre Pierre Bordage, la série implique une équipe de musiciens, illustrateurs et interprètes professionnels. Au sein des interprètes figurent notamment Patrick Noérie, qui assure le doublage de l'acteur George Clooney et Benoit Allemane. La BD-filmée est réalisée par une équipe d’illustrateurs, influencés par différents styles graphiques comme l'heroïc fantasy, le manga ou les comics[réf. nécessaire]. On y retrouve notamment Johann Bodin, Prix Art et Fact 2007 ou encore Gilles Francescano. La musique de la série est réalisée par Jean-Pierre Limborg et Laurent Dury.
La première saison, débutée le 25 février 2008 se déroule en 23 épisodes. Proposés au téléchargement chaque semaine, les épisodes sont distribués sur de grandes plateformes comme Virgin Megastore et sur le site dédié, avec des formules d'abonnement.  Chaque épisode comprend douze minutes d'écoute et de vidéo.

## Fiche technique
- Production: MP3 Minutes
- Direction de la production audiovisuelle: Rubi Cortes
- Réalisation: MP3 Minutes, Bruno Martinaud et Rubi Cortes
- Enregistrement audio: équipe de Studiotime
- Montage audio, bruitage, mixage : Studio Elison
- Montage et animation audiovisuelle : Chloé Veillard
- Acteurs 
  - Patrick Noérie -  Ganesh
  - Bénédicte Bosc - La Biopuce
  - Barbara Tissier - Naja
  - Julia  Vaidis-Bogard - Ava
  - Damien Ferrette - Deux Lunes
  - Pierre-Alain de Garrigues - Théodore
  - Benoît Allemane - Le Récitant
  - Juliette Degenne - La Récitante
  - Cesare Capitani - Jakno
  - Francois Jerosme - Le Maire de Paris
  - Hélène Laurca - Jessy, Mina
  - Tanguy Bordage - Josp
- Illustrateurs : Anders Lazaret, Aristide Solteck /Steno, Bourel, B., Biboun, Cédric Poulat, Dash, Fred, Gilles Francescano, Grelin, Grogndur, Ingrid Liman, Julien Cabrera, Dysphory, Kuru, Laan, Lasth, Lex, Marie Ecarlat, Michel Koch, Mosqi, Régis Moulin, Stéphanie Hans, Stealth, Yoz.